# 四元鷹

四元鷹

四元鷹（德語：Quaternionenadler），又稱作帝國四元鷹（德語：Quaternionen-Reichsadler），是神聖羅馬帝國非正式的紋章。
德國畫家Hans Burgkmair於1510年左右結合了帝國四員一組代表（Imperial Quaternions）和雙頭鵰這兩個既存概念，作出了帝國四元鷹。
帝國四員一組代表是除了皇帝、國王、采邑主教、選帝侯之外，其餘政治體皆以四人為一組作代表，所有階級加起來有十組。

## 引用參考
1. ↑  Rödel 2018.
2. ↑  林纯洁.  初. 中国: 浙江大学出版社. 2016-07-01. ISBN 9787308159272.

## 來源
- Rödel, Volker.  [Emperor Maximilian's Western Empire and the Imperial Quaternion Eagle]. German Historical Institute Paris. 2018  [2022-11-04]. doi:10.11588/fr.2018.0.70110. （原始内容存档于2022-10-31） –Max Weber Foundation （德语）.

## 外部參考
- 森護（Mori Mamoru）; 王美娟（翻譯）. . 台灣: 台灣東販. 2023-05-15: 205–215. ISBN 9786263298132.